# Giedo van der Garde
Giedo van der Garde (Rhenen, 25 de abril de 1985) é um automobilista neerlandês.

## Carreira
Campeão em 2002 do Mundial de Kart, e campeão em 2008 da World Series by Renault. Em 2009 ingressou na GP2 Series e também piloto de testes da equipe Force India na F1. Em 2012 foi piloto de teste da Caterham F1 Team. Disputou a Temporada de Fórmula 1 de 2013 como piloto titular da equipe.
Em janeiro de 2014 foi contratado pela Sauber como piloto reserva e de testes.

### Ação judicial contra a Sauber
Dias antes do início das atividades do Grande Prêmio da Austrália de 2015 acionou judicialmente a Sauber no tribunal do Estado de Victoria. O piloto alegou que tinha um contrato que lhe dava o direito de pilotar como titular em 2015, porém a equipe o ignorou e contratou os pilotos Marcus Ericsson e Felipe Nasr. Sua demanda foi aceita pelo tribunal, e o mesmo chegou a estar presente na garagem da equipe e vestir o macacão de Ericsson, porém os mecânicos se retiraram. Não poderia guiar o carro por não possuir a superlicença da FIA. A Sauber divulgou em comunicado que as partes acordaram em suspender a medida judicial e manter conversações posteriores para solução definitiva da situação do piloto.

## Resultados na Fórmula 1
(Legenda) Corridas em negrito indicam pole position; Corridas em itálico indicam volta mais rápida.
| Temporada | Equipe           | Chassis | Motor           | 1      | 2      | 3      | 4      | 5       | 6      | 7       | 8      | 9      | 10     | 11     | 12     | 13     | 14     | 15      | 16      | 17     | 18     | 19     | Classificação | Pontos |
| --------- | ---------------- | ------- | --------------- | ------ | ------ | ------ | ------ | ------- | ------ | ------- | ------ | ------ | ------ | ------ | ------ | ------ | ------ | ------- | ------- | ------ | ------ | ------ | ------------- | ------ |
| 2013      | Caterham F1 Team | CT-03   | Renault RS27 V8 | AUS 18 | MAL 15 | CHN 18 | BHR 21 | ESP Ret | MON 15 | CAN Ret | GBR 18 | ALE 18 | HUN 14 | BEL 16 | ITA 18 | CIN 16 | COR 15 | JAP Ret | IND Ret | EAU 18 | EUA 19 | BRA 18 | 20º           | 0      |